# Фревада (Ђенова)
Фревада је насеље у Италији у округу Ђенова, региону Лигурија.
Према процени из 2011. у насељу је живело 9 становника. Насеље се налази на надморској висини од 696 м.